# Свободный (эсминец, 1939)
«Свободный» — эскадренный миноносец проекта 7-У Черноморского флота ВМС СССР. Достраивался уже после начала Великой Отечественной войны. Осуществлял снабжение осаждённого Севастополя. Погиб в Севастопольской бухте 10 июня 1942 от массированного авианалёта.

## Строительство
Корабли данного проекта разрабатывались конструкторским бюро Северной судостроительной верфи под общим руководством главного конструктора Н. А. Лебедева и наблюдением представителя ВМФ А. Э. Цукшвердта.
Корабль был заложен как «Бесшумный» 23 августа 1936 года в Николаеве на заводе № 200 (имени 61 коммунара) по проекту 7 с заводским номером 1074. В 1938 году эсминец был перезаложен по проекту 7У, при этом у почти готового корпуса пришлось демонтировать ряд конструкций, и спущен на воду 25 февраля 1939 года . К 22 июня 1941 года он находился в 83,8-процентной готовности . 25 сентября 1940 года корабль был переименован в «Свободный».

## История службы

### 1941 год
22 июня 1941 года «Свободный» встретил под командованием капитан-лейтенанта Аркадия Николаевича Горшенина . Не закончив швартовых испытаний, эсминец 9 августа перешел для достройки в Севастополь. Переход сопровождался рядом инцидентов, связанных с неудовлетворительной работой ещё не до конца отлаженных механизмов. Многочисленные дефекты были устранены в море силами экипажа и принятой на борт сдаточной команды николаевских судостроителей. 2 ноября отремонтированный эсминец ушёл в Поти.

### 1942 год
7 января 1942 года заместитель наркома ВМФ адмирал Галлер разрешил поднять Военно-морской флаг, корабль вошел в состав 3-го дивизиона эсминцев Отряда лёгких сил Эскадры Черноморского флота в Севастополе, носил тактический номер 36. С этого времени «Свободный» включился в оборону Севастополя, эскортируя транспорты, перевозя грузы и людей, поддерживая огнём обороняющиеся войска. В феврале стоял в ремонте.
В ночь на 16 марта «Свободный» обстреливал неприятельские позиции на побережье Феодосийского залива. Затем корабль выполнял транспортные рейсы между главной базой флота и портами Кавказа. Один из наиболее примечательных походов состоялся 27-28 мая, когда «Свободный» вместе с эсминцем «Сообразительный» и крейсером «Ворошилов» перевозил из Батуми в Севастополь личный состав 9-й бригады морской пехоты.
9 июня эсминец конвоировал из Новороссийска в Севастополь транспорт «Абхазия». Вечером корабли подверглись атаке 12 торпедоносцев, продолжавшейся с перерывами около двух часов. Налет был успешно отражен, и в ночь на 10 июня корабли ошвартовались у причала № 3 в Северной бухте. К 4.30 «Свободный» закончил выгрузку доставленного боезапаса и дымовых шашек и, получив приказ обстрелять батареи противника, занял позицию у стенки торпедной мастерской. В 6.40 использование дымовых завес над Северной бухтой решили прекратить: под их покровом немецкие танки пытались прорвать линию обороны на Северной стороне. В связи с этим «Свободный» перешел в более безопасное место — Корабельную бухту — и ошвартовался левым бортом у стенки артиллерийских мастерских.
10 июня 1942 года в 8.00 эсминец подвергся новым воздушным атакам. В 10.30 несколько бомб взорвались на расстоянии 5-7 метров от кормы. В обшивке образовалось множество пробоин и вмятин, загорелись дымовые шашки. Впоследствии вблизи правого борта произошло ещё несколько взрывов, число осколочных повреждений продолжало расти. В 13.15 на эсминец был совершен новый авианалет: корабль получил 9 прямых попаданий авиабомбами весом 100—250 кг. Одна попала в щит 2-го 130-мм орудия, две — в ходовой мостик, одна — в район первой трубы, одна — во 2-е машинное отделение, две — в кормовой мостик и две — в кормовую часть корпуса. В результате взрывов авиабомб возник пожар, вызвавший взрыв боезапаса, и в 14.20 корабль затонул. Погибли 56 человек, многие, в том числе командир корабля, были ранены. Из оставшихся в живых членов экипажа 101 человек 13 июня отправился на крейсере «Молотов» на Кавказ. Носовая надстройка осталась над водой и горела в течение трех суток.
После войны эсминец был поднят и сдан на слом в 1953 году .

Памятник эсминцу "Свободный"на Павловском мысе в Севастополе

## Командиры
Командовали «Свободным» капитан-лейтенант Аркадий Николаевич Горшенин (до 18 февраля 1942 года) и капитан 3 ранга Петр Ильич Шевченко.
Дублёром командира являлся Чверткин Иосиф Абрамович.

## Память
В 1950 году на Павловском мысу территории военно-морского госпиталя Черноморского флота был открыли памятник экипажу эсминца «Свободный». Четырёхгранный обелиск из инкерманского камня увенчан пятиконечной звездой. На мемориальной доске нанесена 71 фамилия погибших и умерших от ран моряков.
Ныне объект культурного наследия народов России регионального значения  Объект культурного наследия народов РФ регионального значения. Рег. № 921711305440005 (ЕГРОКН).